# Heinrich Wilhelm von Lettow

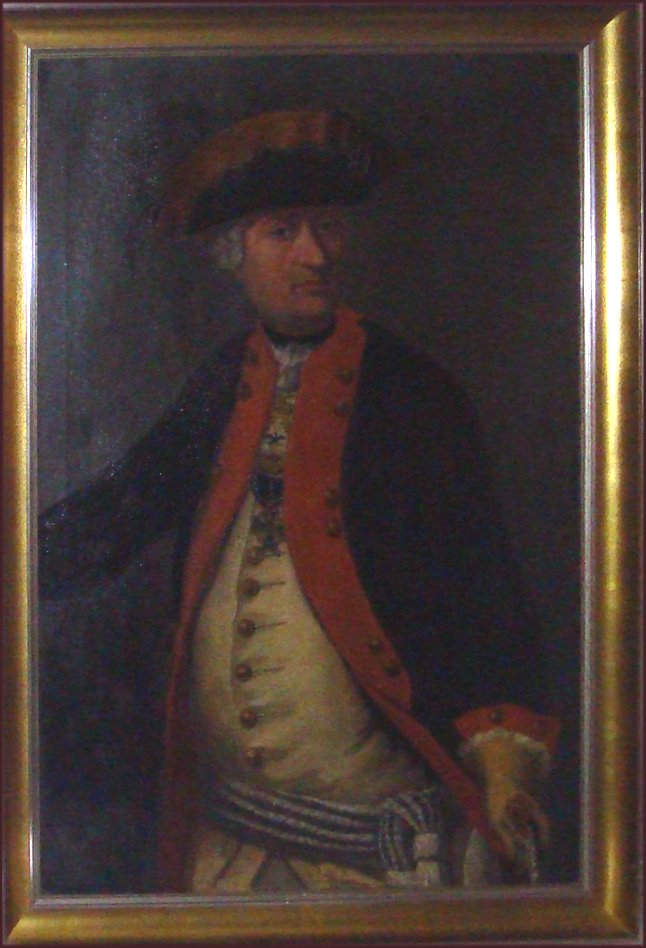
Heinrich Wilhelm von Lettow, um 1770

Heinrich Wilhelm von Lettow (* 22. Dezember 1714 in Klein-Karzenburg, Kreis Bublitz; † 30. November 1793 in Berlin) war ein preußischer Offizier, zuletzt Generalmajor.

## Leben

### Herkunft
Heinrich Wilhelm entstammte dem Adelsgeschlecht derer von Lettow und war der Sohn von Adam Christoph von Lettow († 1761), Herr auf Klein-Karzenburg und dessen Ehefrau Dorothea Christine, geborene von dem Borne († 1770).

### Militärische Laufbahn
Lettow wurde in Thorn im Jesuitenkollegium erzogen, trat dann 1728 in die Krongarde in Warschau ein und diente in den folgenden Jahren drei polnischen Königen.
Friedrich der Große berief ihn 1741 in den Dienst Preußens zurück und Lettow wurde als Sekondeleutnant im Infanterieregiment „Markgraf Heinrich“ Nr. 42 angestellt. Dort diente er – mit Ausnahme einer kurzen Unterbrechung als Flügeladjutant – bis 1776. Er nahm an den drei Schlesischen Kriegen teil und wurde 1758 bei Olmütz schwer verwundet. Als Major zeichnete er sich in der Schlacht bei Reichenbach am 16. August 1762 aus, wofür der den Orden Pour le Mérite erhielt. 1764 übernahm er das Regiment.
1776 wurde er Chef des Füsilierregiments „von Bülow“ Nr. 46 in Berlin und am 14. Januar 1777 zum Generalmajor befördert. Infolge der schweren Verwundung bat er 1779 um seinen Abschied. Friedrich der Große befahl daraufhin seinem Leibarzt Christian Andreas Cothenius die „Wiederherstellung des Generals zu bewirken“ und gewährte den Abschied erst, als dessen Bemühungen erfolglos waren. Als in der Preußischen Armee erstmals verliehene Auszeichnung durfte Lettow nach seinem Ausscheiden die Uniform seines Regiments tragen.
Er gehörte zum engeren Kreise von Friedrich dem Großen und war Mitglied von dessen Tafelrunde in Sanssouci. Der König belehnte ihn mit mehreren Gütern in der Gegend von Naugard und gab ihm auch das im gleichen Kreise gelegene Gut Wangeritz als freien Besitz.

### Familie
Lettow war mit Friederike, geborene von Podewils verheiratet. Aus der Ehe ging ein Sohn, Georg Wilhelm hervor, der ebenfalls die Militärlaufbahn einschlug und bis zum Generalleutnant aufstieg.